# Kopf eines Walrosses
Kopf eines Walrosses ist eine Zeichnung von Albrecht Dürer aus dem Jahr 1521. Im Werkverzeichnis Dürers trägt das Bild die Nummer W. (= Winkler) 823.

## Beschreibung
Die Federzeichnung wurde in brauner Tusche ausgeführt und aquarelliert. Sie zeigt einen leicht erhobenen und nach links gewandten Walrosskopf mit strähnig oder stachelartig wirkendem Bart am Ober- und am Unterkiefer sowie einem faltigen und ungewöhnlich schlanken Hals. Das Maul des Tieres ist leicht geöffnet und lässt einige Zähne im Unterkiefer sehen, die wie Backenzähne wirken. Sein Auge ist unnatürlich groß und weist eine Augenbraue auf, die ähnlich strukturiert ist wie der Bart.

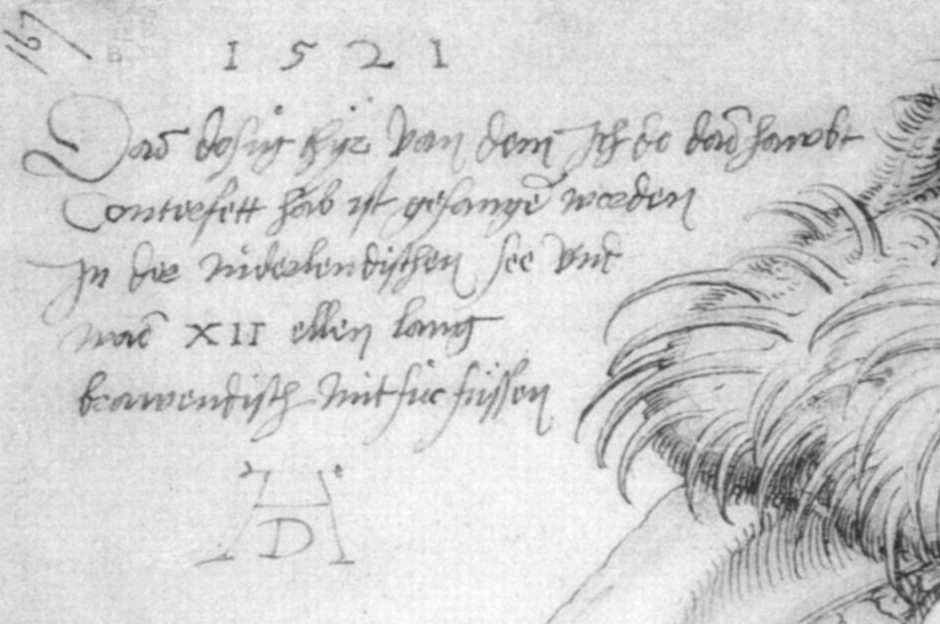
Das dosig thyr...

Dürer gab dem Bild eine Beschreibung bei. Sie befindet sich links neben dem Walrosskopf und lautet: „Das dosig thyr van dem ich do das hawbt conterfett hab, ist gefange worden in der niderlendischen see und was XII ellen lang brawendisch mit für füssen“. Datiert ist die Zeichnung mit 1521.
Dürers Größenangabe zu dem Tier ist stark übertrieben. Zwölf brabantische Ellen würden eine Länge von etwa 8,30 Metern ergeben, wohingegen ausgewachsene Walrossmännchen ungefähr 3,60 Meter lang werden können. Sein Ausdruck „dosig“ ist nicht als „dösend“ zu lesen, was mit dem Ausdruck des dargestellten Walrosskopfes auch nicht übereinstimmen würde, sondern als „dasig“, eine Adjektivbildung zu „da“. Allerdings ist nicht ganz klar, auf welchen Ort – wenn nicht lediglich das Blatt Papier gemeint ist – sich diese Angabe bezieht. Möglicherweise bekam Dürer das Tier in ausgestopftem Zustand in einer Kunst- und Wunderkammer zu sehen.

## Dürers Reise an die niederländische See
Dürers niederländische Reise fand vom 15. Juli 1520 bis zum Sommer 1521 statt. Begleitet von seiner Ehefrau Agnes und der Dienerin Susanna machte er sich nach dem Tod Maximilians I. auf, um sich von dessen Nachfolger Karl V. das Weiterbestehen eines Privilegs bestätigen zu lassen, das Maximilian ihm einst zugesprochen hatte: 100 rheinische Gulden hatte der Kaiser dem Künstler jährlich durch den Rat der Stadt Nürnberg auszahlen lassen. Dürer, der am 12. November 1520 in Köln das Fortbestehen dieses Privilegs zugesichert bekommen hatte, nutzte die Reise auch zu einem längeren Besuch der Niederlande. Ende November 1520 befand er sich in Antwerpen, als er erfuhr, dass in Zierikzee ein gewaltiger Wal gestrandet war. Er notierte in seinem Reisetagebuch, das Tier sei über hundert Klafter lang, was ebenfalls eine deutliche Übertreibung darstellte, und die Einwohner in Zeeland seien der Meinung, es werde ein halbes Jahr dauern, bis der Kadaver zerhauen und der Tran daraus gesotten sein würde.
Am 3. Dezember 1520 brach Dürer auf, um diesen Wal in Augenschein zu nehmen. Seine Frau ließ er unterdessen in Antwerpen zurück. Unterwegs besichtigte er allerlei Attraktionen, die auf der Strecke lagen. Er reiste zunächst nach Bergen op Zoom, wo ihn besonders der Palast des Herrn von Bergen, der spätere Markiezenhof, beeindruckte und wo er mehrere Zeichnungen anfertigte. Am 7. Dezember reiste er mit den Gefährten Sebastian und Alexander Imhoff, Georg Kötzler und Bernhart von Reesen nach Goes auf der Insel Walcheren und von dort nach Arnemuiden weiter. Dort geriet der Künstler in große Gefahr. Weil beim Aussteigen aus dem Schiff ein großes Gedränge entstanden war, hatte Dürer sich zurückgehalten und befand sich als einer der letzten Passagiere noch an Bord, als plötzlich das Haltetau riss und das Fahrzeug von einem aufkommenden Sturm auf die See hinausgetrieben wurde. Auf die Hilfeschreie, so berichtete Dürer in seinem Reisetagebuch, habe niemand angemessen reagiert, der Schiffsherr, allein mit Dürer, Kötzler, zwei alten Frauen und einem kleinen Jungen an Bord, sei in Panik geraten und nur auf Dürers gutes Zureden hin auf die Idee gekommen, mittels eines kleinen Segels das Schiff vielleicht doch wieder in die richtige Richtung bringen zu können. Die Rettungsaktion gelang und Dürer konnte weiter nach Middelburg reisen. Diese Stadt beeindruckte ihn sehr, dennoch sind von dieser Reisestation offenbar keine Zeichnungen erhalten geblieben. Die Weiterfahrt führte nach Veere, wo es eine Fährverbindung nach Zierikzee gab. Am 9. Dezember nutzte Dürer diese Verbindung und musste, am Ziel seiner Reise angekommen, feststellen, dass der Wal inzwischen wieder ins Meer gespült worden war. Über Bergen op Zoom reiste Dürer wieder zurück nach Antwerpen, wo er am 14. Dezember 1520 eintraf.
Zwar hatte die Fahrt nicht zu dem gewünschten Ziel geführt, doch hatte Dürer auf der Reise nach Zierikzee zahlreiche Zeichnungen angefertigt. Darunter waren nicht nur die Ansichten aus Bergen op Zoom (W. 768 und W. 772), auf denen unter anderem die nie vollendete Kirche St. Gertrudis von Rombout Kelderman dem Jüngeren zu sehen ist, sondern auch das Porträt eines Mädchens in Tracht (W. 770), das Porträt seines Wirtes Jan de Haas in Bergen op Zoom samt den Bildnissen mehrerer Familienangehöriger (W. 771), das Porträt des Wirtes in Arnemuiden und das Porträt eines Marx Ulstat (W. 773), das Dürer auf See angefertigt hat. Auf dem Blatt ist außerdem ein Frauenporträt zu sehen, das aber wohl später hinzugefügt wurde. Marx Ulstat könnte ein Verwandter des Arztes und Alchemisten Philipp Ulstat gewesen sein. Weitere Porträts fertigte Dürer unterwegs von Bernhart von Reesen, von Kötzler, von Franzosen aus Cambrai und von einem Herrn Kerpen aus Köln, wahrscheinlich Bernhard von Kerpen. Dürer führte in seinen Aufzeichnungen ferner das Porträt eines Juweliers und eines „Schnapphahnen“ an. Der Kopf eines Walrosses ist seiner Beschriftung nach zwar geographisch mit dieser Reise in Zusammenhang zu bringen, ist in Dürers Reisetagebuch über die Fahrt an die niederländische See jedoch nicht erwähnt und laut Datierung ja offenbar auch erst später entstanden.

## Frühe Abbildungen und Beschreibungen von Walrössern
Laut Alfred Brehm ließ im selben Jahr, in dem Dürer seine Reise nach Zierikzee machte, ein Bischof von Drontheim „den Kopf eines Walrosses einsalzen und sandte ihn [...] an den Papst Leo X. nach Rom. Dieser Kopf wurde in Straßburg abgebildet, und der alte Geßner hat nach ihm eine ziemlich richtige Beschreibung geliefert.“ Über frühere Abbildungen und Beschreibungen von Walrössern äußerte sich Brehm recht abschätzig: „Die alten Bilder [...] sind entweder Ausgeburten einer mehr als lebhaften Einbildungskraft oder erbärmliche Darstellungen zusammengedorrter Häute. Jene wurden offenbar nur nach Hörensagen gezeichnet, und den Künstlern schwebten dabei wunderbare Ungeheuer vor, wie sie eine Zeit hervorbrachte, in welcher Hölle, Teufel und anderweitige Mißgeburten des Aberglaubens auf Bauwerken wie auf Bildern lebendigen Ausdruck fanden. Einzelne dieser Abbildungen [...] sind wahrhaft ergötzliche Erzeugnisse der damaligen glaubensstarken Zeit, und selbst die offenbar nach getrockneten Häuten gezeichneten Abbildungen [...] ermöglichen kaum eine Vorstellung des betreffenden Thieres.“ Über Dürers Zeichnung äußert Brehm sich nicht explizit.

## Der Drache mit dem Walrosskopf
Dürer nutzte den Walrosskopf ein Jahr nach Entstehung der Zeichnung noch weiter. In seinem Werk Thronende Maria mit Kind, acht Heiligen und musizierenden Engeln (W. 855) setzte er im Jahr 1522 dem Drachen einer Heiligen den Kopf eines Walrosses auf.